# در مهتاب
در مهتاب (فنلاندی: Kuutamolla) یک فیلم درام رمانتیک فنلاندی به کارگردانی آکو لوهمیس است که در سال ۲۰۰۲ منتشر شد.

## بازیگران
- مینا هاپکیلا
- آنا-لینا هارکنن
- لائورا مالمی‌وارا
- پتر فرانتسن
- ماتی ریستینن
- پیرکو سایسیو
- لیندا زیلیاکوس